# Jürgen Plöhn
Jürgen Plöhn (* 26. Oktober 1957 in Hamburg) ist ein deutscher Politikwissenschaftler.

## Leben
Plöhn studierte nach dem Abitur 1976 am Gymnasium Alstertal in Hamburg Politische Wissenschaft und Rechtswissenschaft an der Universität Hamburg (Diplom 1983) und in den USA sowie Verwaltungswissenschaften an der Deutschen Hochschule für Verwaltungswissenschaften Speyer (Magister rerum publicarum 1985). 1982 erwarb er einen Master of Arts in Political Science an der Washington University in St. Louis. Von 1985 bis 1991 war er wissenschaftlicher Mitarbeiter an der Universität Kaiserslautern, 1991 wurde er bei Winfried Steffani in Hamburg zum Dr. phil. promoviert. Im Anschluss war er Referent für Grundsatzfragen in Bonn.
1992 wurde er wissenschaftlicher Assistent am Institut für Politikwissenschaft der Martin-Luther-Universität Halle-Wittenberg. Nebenher war er zu Forschungszwecken in Washington, D.C. und Lehrbeauftragter in Köln. 2002 folgte die Habilitation für Politikwissenschaft in Halle. Er wurde Prüfer und Dozent der Begabtenförderung der Konrad-Adenauer-Stiftung (von 2007 bis 2011 freier Mitarbeiter) und Privatdozent. Von 2003 bis 2005 war er Akademischer Direktor des Zentrums für Deutschland- und Europastudien (ZEDES-Germanicum) an der Sofioter Universität „St. Kliment Ochridski“ (Bulgarien). Seit 2011 ist er außerplanmäßiger Professor in Halle. Von 2011 bis 2021 war er Inhaber der Professur für Economics and Politics an der früheren EBC Hochschule Hamburg.
Im Gegensatz zum Leitbild der Universität Halle, die sich zu einer geschlechtergerechten Sprache verpflichtet hat, erlaubt Plöhn den Studenten in seinen Seminaren deren Verwendung nicht, sondern streicht sie als Fehler an, die auch in die Bewertung einfließen. Nach Beschwerden von Studenten forderte die Universität ihn im April 2021 auf, seine Bewertungspraxis zu ändern. Dieser Aufforderung kam Plöhn nicht nach, was zur Entscheidung des Institutsdirektors Johannes Varwick führte, ihm keine Lehre mehr zu gestatten. Die Entscheidung musste zurückgenommen werden, sodass er zwar weiter an der Universität unterrichten darf, seine Lehrveranstaltungen aber keinem Pflichtmodul mehr angerechnet werden können.
Bei der Wahl zum Sprachwahrer des Jahres 2022 erreichte er den 2. Platz.
Plöhn ist u. a. Mitglied in der Deutschen Gesellschaft für Politikwissenschaft, in der Deutschen Vereinigung für Politische Wissenschaft und in der Deutschen Vereinigung für Parlamentsfragen.

## Schriften (Auswahl)
- Untersuchungsausschüsse der Landesparlamente als Instrumente der Politik (= Sozialwissenschaftliche Studien. H. 26). Leske und Budrich, Opladen 1991, ISBN 3-8100-0937-7.
- Mehrheitswechsel in Sachsen-Anhalt: Modellfall oder Sackgasse?. Lang, Frankfurt am Main u. a. 1996, ISBN 3-631-30770-5.
- (Hrsg.): Sofioter Perspektiven auf Deutschland und Europa: Studien zu Wirtschaft, Politik, Geschichte, Medien und Kultur (= Politikwissenschaft. Bd. 133). Lit, Münster 2006, ISBN 3-8258-9498-3.
- mit George Chobanov, Horst Schellhaass (Hrsg.): Towards a knowledge based society in Europe (= Sofia conferences on social and economic development in Europe. Vol. 1). Lang, Frankfurt am Main u. a. 2009, ISBN 978-3-631-58859-8.
- mit George Chobanov, Horst Schellhaass (Hrsg.): Policies of economic and social development in Europe: Dedicated to the 120th anniversary of St. Kliment Ohridski University of Sofia, Sofia, October 10 to 11, 2008 (= Sofia conferences on social and economic development in Europe. Vol. 2). Lang, Frankfurt am Main u. a. 2010, ISBN 978-3-631-60412-0.
- mit George Chobanov, Horst Schellhaass (Hrsg.): Markets, sustainability and social welfare enhancement in the European Union: Sofia, October 9 to 10, 2009 and October 8 to 9, 2010 (= Sofia conferences on social and economic development in Europe. Vol. 3). Lang, Frankfurt am Main u. a. 2012, ISBN 978-3-631-63301-4.
- Vertrauen und Verantwortung in den politischen Systemen westlicher Demokratien. 2 Bände, Lang, Frankfurt am Main 2013/15.

- Band 1: Begriffliche, ideengeschichtliche und theoretische Grundlagen. 2013, ISBN 978-3-631-62782-2.
- Band 2: Der Fall der Regierenden in parlamentarischen und präsidentiellen Demokratien. Empirische Studien zum Amtsverlust in Deutschland und den USA. 2015, ISBN 978-3-631-62783-9.